# Théodore Antonin
Théodore Antonin – francuski trener piłkarski.

## Kariera
W 2003 roku prowadzona przez Antonina reprezentacja Martyniki wzięła udział w Złotym Pucharze CONCACAF. Rozegrała na nim dwa spotkania: ze Stanami Zjednoczonymi (0:2) i Salwadorem (0:1), po czym zakończyła turniej na fazie grupowej.